# 민어 (언어)

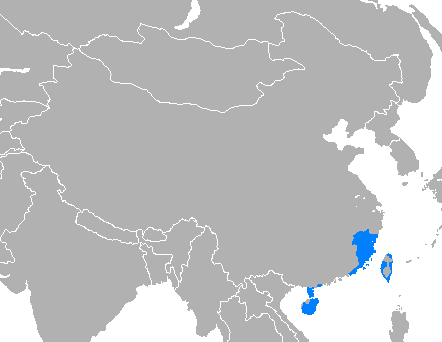

민어(중국어 간체자: 闽语, 정체자: 閩語, 병음: Mǐn yǔ, 백화자: Bân-gú, 평화자: Mìng-ngṳ̄, 건녕 로마자: Mâing-ngṳ̌, 푸셴어 평화자: Máng-gṳ̂)는 중국어의 방언 중 하나이다. 중국 푸젠성, 대만, 홍콩 뿐만 아니라, 싱가포르를 포함한 동남아시아 등지에서도 사용된다. 중국 대륙에서는 속되게 푸젠말(중국어 간체자: 福建话, 정체자: 福建話, 병음: Fújiànhuà)로도 불린다.

## 분류
| 사오장어 민베이어 민중어 | 민둥어 푸셴어 민난어 | 레이저우어 하이난어 |

《중국언어지도집》에 따른 민어 방언 분류:
사오장어
민베이어
민중어
민둥어
푸셴어
민난어
레이저우어
하이난어

민어는 지역에 따라 5가지 혹은 그 이상으로 나눌 수 있다.

### 내륙 민어
- 민베이어(민북어)(閩北語)
- 민중어(閩中語)
- 사오장어(邵将語)

### 해안 민어
- 민둥어(민동어)(閩東語)
- 푸셴어(보선어)(莆仙語)
- 민난어(민남어)(閩南語)
  - 취안장어(천장어)(泉漳語, Hokkien)
    - 장저우어(장주어)(漳州語)
    - 취안저우어(천주어)(泉州語)
    - 샤먼어(하문어)(廈門語)
    - 타이완어(대만어)(臺灣語)

  - 차오산어(조산어)(潮汕語)
    - 차오저우어(조주어)(潮州語)
    - 산터우어(산두어)(汕頭語)
- 레이충어(뇌경어)(雷瓊語)
  - 레이저우어(뇌주어)(雷州語)
  - 하이난어(해남어)(海南語)